# Pedro Téllez-Girón

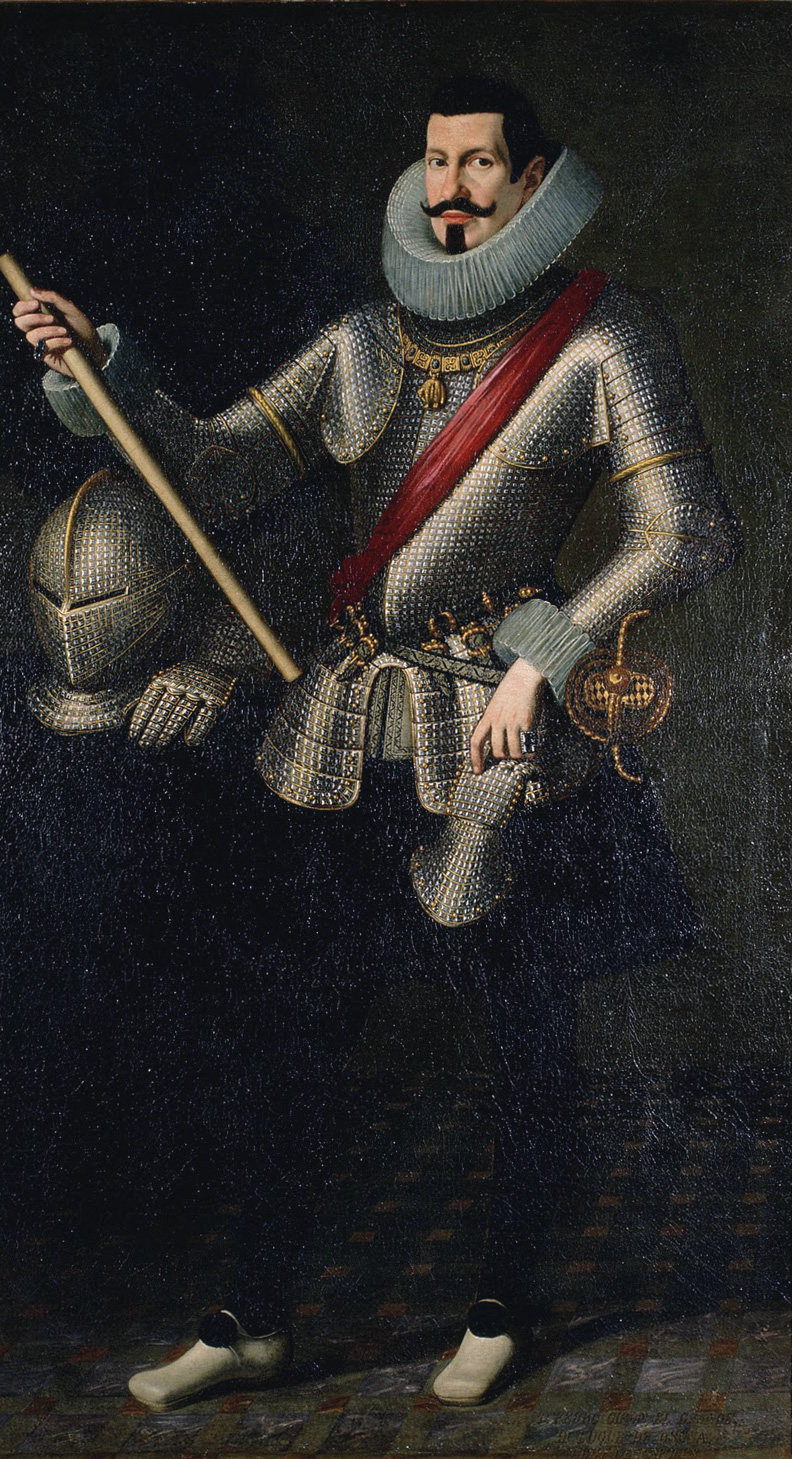
Pedro Téllez-Girón y Velasco

Pedro Téllez-Girón (Osuna, 17 december 1574 of 18 januari 1575 (?) - 20 september 1624), de derde hertog van Osuna, was een Spaanse generaal actief in de Spaanse Nederlanden, en tussen 1611 en 1620 onderkoning van Sicilië en onderkoning van Napels onder de regering van Filips III van Spanje. Osuna toonde zich een nogal energiek bestuurder en zou onsterfelijk zijn geworden als in 1618 zijn aanslag op republiek Venetië zou zijn gelukt. Don Pedro staat ook bekend als beschermer van de kunsten. De dichter Francisco de Quevedo, zijn vriend, raadgever en assistent, roemde hem in diverse gedichten. Er is gesuggereerd dat de hertog model heeft gestaan voor de ontrouwe, wispelturige en vrijzinnige verleider Don Juan Tenorio, gebaseerd op El burlador de Sevilla y convidado de piedra door Gabriel Tellez bewerkt door Molière, Mozart en Lord Byron.

## Biografie
Don Pedro werd geboren in Andalusië in een hoogadellijke familie. Hij was de derde van vijf kinderen, die naar verluidt allen jong stierven. Zijn ene grootvader was onderkoning van Napels, de andere condestable van Castilië; zijn vader was betrokken bij de Spaanse Armada. Over zijn opleiding is niet veel bekend, maar mogelijk studeerde hij aan de Universiteit van Salamanca. Hij had een verhouding met een tweetal actrices. In 1593 zou hij naar Frankrijk zijn gestuurd in de onderhandelingen over een nieuwe machthebber: de protestantse Hendrik van Navarra of de katholieke Isabella van Spanje. Don Pedro trouwde in 1594 met een kleinkind van Hernan Cortez, de schatrijke Catalina de Ribera, de dochter van de hertog van Alcalá. In 1598 kreeg hij toestemming om in het hof een appartement te betrekken en mocht zich Grande noemen.
In oktober 1602 kwam hij als vrijwilliger in Brussel aan om Albrecht van Oostenrijk te assisteren bij het neerslaan van de opstand van de Nederlanders. Hij was vanaf mei 1604 betrokken bij het Beleg van Oostende. In oktober werd hij naar Jacobus I van Engeland gestuurd. Osuna bezocht de universiteiten van Oxford en Cambridge en converseerde met de intellectuele Engelse koning tot zijn genoegen in het Latijn. Ambrosio Spinola heeft hem waarschijnlijk ingezet bij het Beleg van Lingen (1605), het Beleg van Groenlo (1606), en van Helmond, maar er zijn, behalve bij Leti, bijna geen documenten die dat bevestigen. Osuna raakte gewond aan zijn been en verloor een vinger aan zijn linkerhand. Osuna was een tegenstander van het Twaalfjarig Bestand en wenste de besprekingen niet bij te wonen. Teruggekeerd in Madrid werd hij in oktober 1608 tot ridder in de Orde van het Gulden Vlies geslagen.

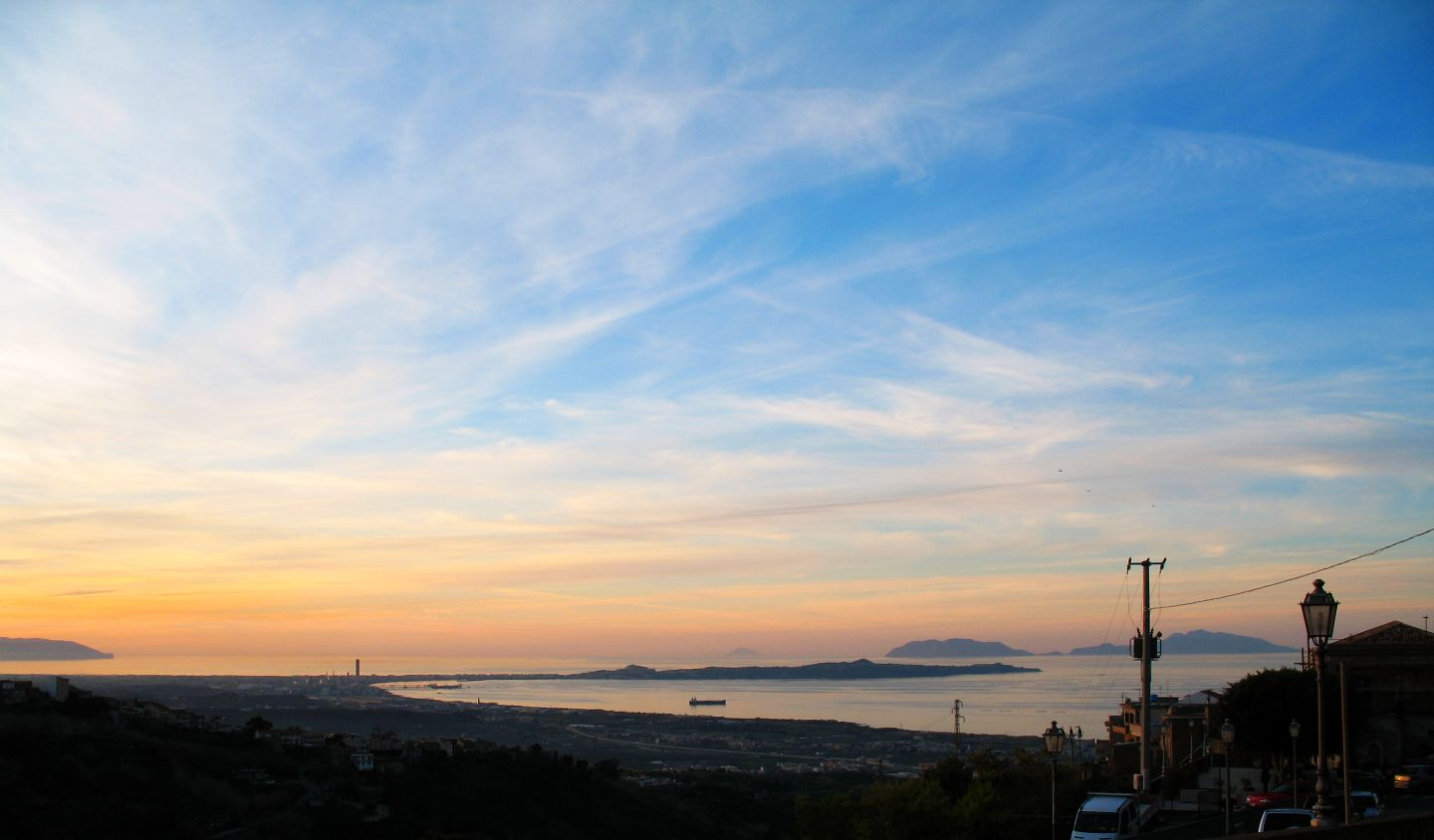
Capo Milazzo

Eind 1610 werd hij tot onderkoning van Sicilië benoemd en verhuisde naar Milazzo. In zijn gevolg bevond zich Philippe Alegambe, een jezuïet uit Brussel. In 1613 liet hij Quevedo naar het eiland overkomen, die hem hielp in 1616 onderkoning van Napels te worden. Osuna organiseerde de Spaanse oorlogsvloot, maar heeft volgens gerucht ook een eigen vloot van vijf boekaniersschepen opgebouwd om zijn inkomsten te spekken. In 1615 werd hij de beschermheer van Jusepe de Ribera. Na overwinningen op Barbarijse zeerovers en in 1616 op het Ottomaanse Rijk werd hij bevorderd tot onderkoning van Napels. De baronesse van Conca en haar dochter, die hij samen met zijn Nederlandse assistent had weten te veroveren, liet hij achter in Sicilië. Eind 1616 kwam de hertog op Procida aan.

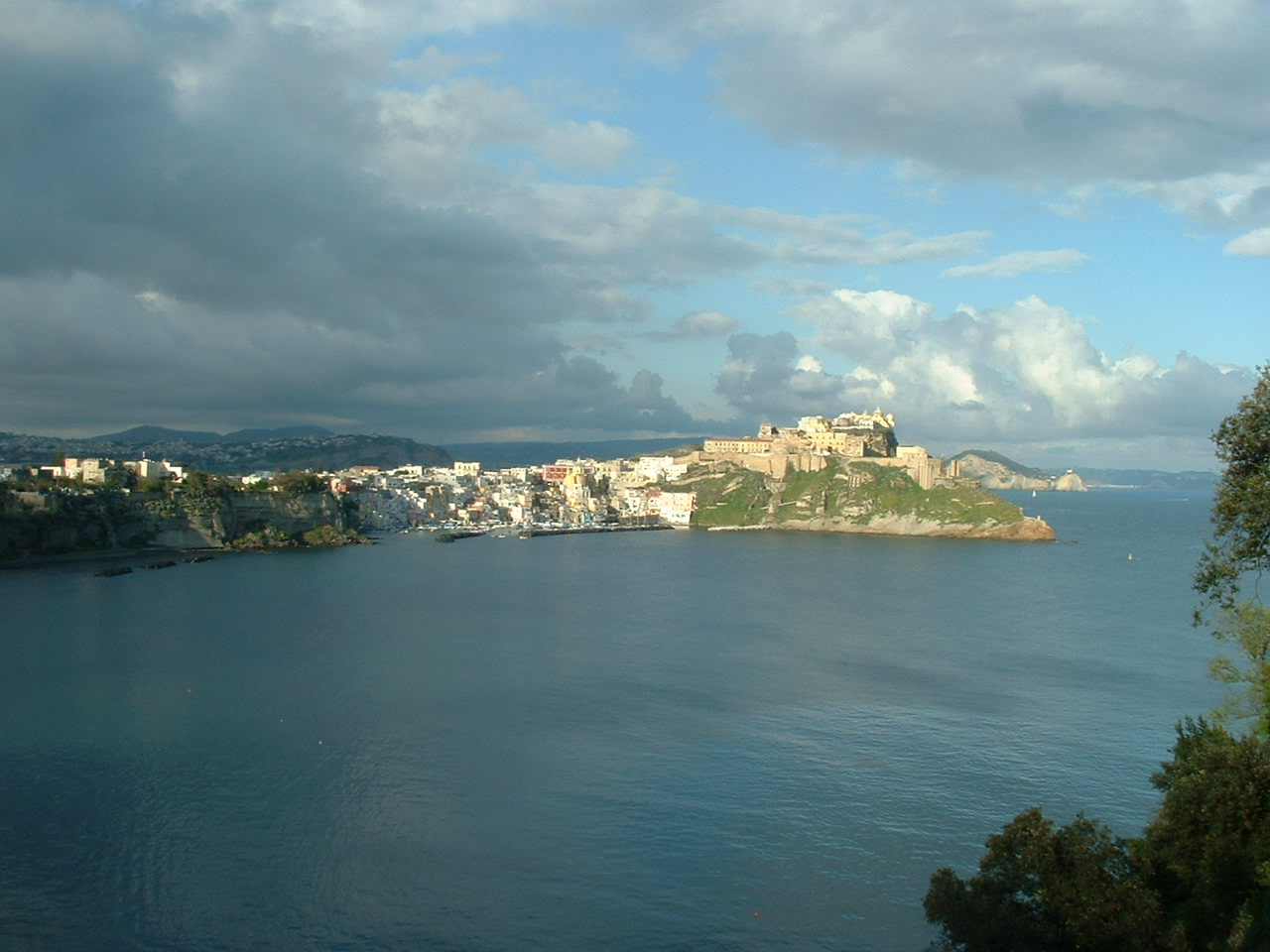
Gezicht op Procida

## De samenzwering tegen de republiek Venetië
Don Pedro ontwikkelde een haat tegen de republiek Venetië en wilde het stadstaatje het liefst te gronde richten. Hij steunde, nadat in 1617 in Milaan of Madrid een vredesverdrag was getekend, Oostenrijk in de Uskokoorlog door vijf Uskokken in bescherming te nemen en toestemming te verlenen om Venetiaanse handelsschepen te overvallen.
Venetië en Ragusa, de Kerkelijke Staat, gesteund door Spanje, het hertogdom Savoye, de Habsburgse monarchie, de Uskokken, en het hertogdom Milaan, geregeerd door de vijfde markies van Villafranca, hielden zich allen bezig met Lombardije, de bergpassen over de Alpen maar vooral de heerschappij op de Adriatische Zee. De Engelsen en de Nederlanders werden door Venetië uitgenodigd om de Spaanse aspiraties op de Middellandse Zee te beperken en steunden de doge Antonio Priuli. Johan Ernst van Nassau-Siegen, Melchior van den Kerckhove, Piet Heyn en Dirck Hartog voeren in totaal met 37 schepen door de Straat van Gibraltar om Venetië te beschermen tegen Habsburgse, Spaanse en Uskokse aanvallen. Toen de wapens geen doorslag bleken te brengen, probeerde de Spaanse ambassadeur Alfonso de la Cueva Venetië te destabiliseren door een samenzwering op te zetten. Met behulp van geïnfiltreerde spionnen zouden delen van de stad moeten worden bezet, schepen in brand gestoken en het wapenarsenaal moeten worden opgeblazen met behulp van (50 potten met) buskruit. De samenzwering werd op 25 mei 1618 ontdekt en 400 personen zijn gearresteerd, waarvan 300 werden verdronken. De samenzweringstheorie is uitgezocht door Leopold von Ranke in zijn Über die Verschwörung gegen Venedig, im Jahre 1618 (1831).
Ranke (en Saint-Réal) baseerden zich op de Venetiaanse diplomaat in Parijs, Giovan Battista Nani, een historicus.

Familiewapen van de Osuna's

Zijn onafhankelijk gedrag, dat wil zeggen zijn pretenties ten opzichte van de Spaanse koning werden Osuna noodlottig. In juni 1620 werd hij teruggeroepen en is opgevolgd door Gaspar de Borja y Velasco. Die beslissing viel niet in goede aarde bij de hertog. In 1621 werd hij gearresteerd in opdracht van de Spaanse Raad van State en in zijn landhuis buiten Madrid gevangengezet. De nieuwe koning Filips IV van Spanje had Gaspar de Guzmán y Pimentel benoemd die mogelijk een hand had in de opsluiting van Don Pedro. Het proces werd opzettelijk vertraagd en toen Osuna in 1624 stierf aan podagra was het nog niet afgehandeld.
Don Pedro werd begraven in Sevilla. Hij was vader van zes kinderen, van wie vier buitenechtelijk: twee kinderen bij een Vlaamse vrouw, genaamd Helena de la Gambe, een in Sicilië en een in Napels.
De historicus Gregorio Leti schreef een wijdlopige biografie, zoals gebruikelijk in die tijd opgesmukt met sappige anekdotes en redevoeringen uit eigen koker. Het verscheen in 1699 in het Italiaans; een jaar later volgde de Nederlandse vertaling.
- Biblioteca Nacional de España: XX826770
- Bibliothèque nationale de France: cb122691056 (data)
- Catàleg d'autoritats de noms i títols de Catalunya: 981058524336506706
- Gemeinsame Normdatei: 11916101X
- International Standard Name Identifier: 0000 0000 5945 178X
- Library of Congress Control Number: n92094244
- Nationale Bibliotheek van Tsjechië: mzk2004248730
- Nationale Bibliotheek van Israël: 987007445406305171
- Nederlandse Thesaurus van Auteursnamen: 120979551
- SNAC: w673820w
- Système universitaire de documentation: 031484581
- Virtual International Authority File: 64065219